# 炭素繊維協会
炭素繊維協会(たんそせんいきょうかい、英語: The Japan Carbon
Fiber Manufacturers Association.)は、炭素繊維に関連する日本の業界団体である。
炭素繊維業界の発展に貢献することを目的に設立された 。